# 큰귀텐렉
큰귀텐렉 (Geogale aurita)은 텐렉과에 속하는 포유류의 일종이다. 큰귀텐렉속(Geogale)에 속하는 유일종이다. 마다가스카르섬의 토착종으로 자연 서식지는 아열대 또는 열대 기후 지역의 건조림 또는 관목 수풀 지대이다.

## 같이 보기
- 수렴 진화